# Villy Aellen
Villy Aellen, né à Neuchâtel le 4 décembre 1926 et mort le 22 janvier 2000, est un zoologiste suisse. Après des études en biologie dans sa ville natale, il voyage au Cameroun et s'y intéresse aux chauves-souris, sur lesquelles il passe sa thèse de doctorat en 1952. Il travaille au Muséum d'histoire naturelle de Genève à partir de 1954, et dirige l'institution de 1969 à 1989, quand Volker Mahnert lui succède. Il enseigne à l'Université de Genève durant 24 ans, et dirige la Revue suisse de Zoologie pendant 18 ans.

## Éponymies
Le nom d'un minéral, la villyaellenite, lui est dédié, ainsi que celui de nombreuses espèces ou sous-espèces animales, dont :
- Acanthocreagris aelleni Mahnert, 1978[1]
- Afrophiloscia aelleni Ferrara & Taiti, 1982, désormais Anchiphiloscia aelleni (Ferrara & Taiti, 1982)
- Amerioppia aelleni Mahunka, 1982, désormais Neoamerioppia aelleni (Mahunka, 1982)
- Armadillidium aelleni Caruso & Ferrara, 1982[2]
- Baldratia aelleni Möhn, 1969
- Biantes aelleni Silhavý, 1973
- Cryptops aelleni Demange, 1963
- Demodex aelleni Fain, 1960
- Epiromeris aelleni Strasser, 1976
- Genavius aelleni Osella, 1983
- Gryllopsis aelleni Chopard, 1954, devenu Paragryllopsis aelleni (Chopard, 1954) et désormais Turanogryllus aelleni (Chopard, 1954)
- Guatemalozetes aelleni Mahunka, 1979, désormais Scotiazetes aelleni (Mahunka, 1979)
- Holoparamecus aelleni Rucker, 1988
- Laemostenus aelleni Antoine, 1952
- Lepthyphantes aelleni Denis, 1957
- Leptometopa aelleni Papp, 1978
- Litomosa aelleni Tibayrenc, Bain & Ramachandran, 1979
- Miniopterus aelleni Goodman, Weyeneth, Ibrahim, Saïd & Ruedi, 2010[3]
- Molinostrongylus aelleni Durette-Desset & Chabaud, 1975
- Myotis aelleni Baud, 1979[4], désormais synonymisé avec Myotis chiloensis Waterhouse, 1840[5]
- Negroroncus aelleni Vachon, 1958
- Neobisium aelleni Vachon, 1976
- Nesticus aelleni Brignoli, 1972, désormais Nesticella aelleni (Brignoli, 1972)[6]
- Octodrilus aelleni Zicsi, 1979, désormais Octodriloides aelleni (Zicsi, 1979)
- Onychiurus antheuili aelleni Gisin, 1960[7], désormais Deuteraphorura antheuili aellenii (Gisin, 1960)
- Phyllomyza aelleni Papp, 1984
- Prosthodendrium aelleni Dubois, 1956[8]
- Pseudosinella aelleni da Gama, 1973
- Pyramidops aelleni Lawrence, 1958
- Scheloribates aelleni Mahunka, 1988, désormais Fijibates aelleni (Mahunka, 1988)
- Scydmaenus aelleni Besuchet, 1981[9]
- Strinatacarus aelleni Mahunka, 1977
- Synarmadillo aelleni Schmalfuss & Ferrara, 1983
- Theridion aelleni Hubert, 1970, désormais Theridula aelleni (Hubert, 1970)
- Trachyjulus aelleni Mauriès, 1982
- Trogolaphysa aelleni Yoshii, 1988
- Troglosiro aelleni Juberthie, 1979[10]
- Tropidauchen aelleni Dirsh, 1952, désormais Saxetania aelleni (Dirsh, 1952)
- Typhlothrombium aelleni Cooreman, 1954, désormais Charadracarus aelleni (Cooreman, 1954)